# Crims irlandesos. Els morts de l'abadia Glenmore
Els morts de l'abadia Glenmore (originalment en alemany, Die Toten von Glenmore Abbey) és una pel·lícula policial alemanya del 2019 dirigida per Züli Aladağ. És la pel·lícula pilot de la sèrie d'ARD Crims irlandesos. Al costat de Declan Conlon, Mercedes Müller, Rafael Gareisen, Vincent Walsh i Tatja Seibt, Désirée Nosbusch interpreta el paper principal de la psicòloga policial Cathrin Blake. La pel·lícula es va estrenar el 24 d'octubre de 2019 en horari de màxima audiència del canal Das Erste i va ser vist per 5,48 milions d'espectadors, la qual cosa correspon a una quota de mercat del 18,6 %. El 18 de juny de 2022 es va estrenar la versió doblada al català a TV3.
La pel·lícula va ser produïda per good friends Filmproduktions GmbH en nom d'ARD Degeto en col·laboració amb Telegael Media Group. Katja Kirchen va ser la responsable del muntatge de Degeto Film. El rodatge va tenir lloc entre el 21 de setembre i el 26 de novembre de 2018 a Galway al mateix temps que es gravava la segona pel·lícula, Els perseguidors de noies.

## Sinopsi
En un convent de monges de Galway apareixen els cossos de nadons morts i enterrats de qualsevol manera. Es tracta d'un nou cas d'asil de les Magdalenes on durant anys es tancaven i es maltractaven dones embarassades. La peculiaritat aquesta vegada és que s'hi ha trobat també un cadàver d'home adult. Cathrin Blake, psicòloga de la policia, li sembla reconèixer l'anell del seu marit policia desaparegut fa deu anys en circumstàncies estranyes.